# Madonna del Parto
Madonna del Parto ('noseča Marija') je ikonična upodobitev Device Marije, prikazane kot noseče, ki je bila razvita v Italiji, predvsem v Toskani v 14. stoletju. Primeri so dela Taddea Gaddija, Bernarda Daddija in Narda di Cioneja, vendar freska Piera della Francesca velja za najbolj znano. Madona je bila upodobljena stoječa, sama, pogosto z zaprto knjigo na trebuhu, aluzija na utelešeno besedo. Dela so bila povezana z pobožnostmi nosečnic, ki so molile za varen porod. Včasih je, tako kot pri Sansovinovem kipu v baziliki Sant'Agostino v Rimu, upodobitev Device in otroka, vendar znana kot Madonna del Parto, ker je bila še posebej povezana z pobožnostmi v nosečnosti. Tu Devica nosi Tomažev pas (Sveti pas) ali opasico zavozlane vrvi, ki je bila relikvija v stolnici v Pratu in ga nosijo številne upodobitve.

## Piero della Francesca
Najbolj znano delo, ki prikazuje to temo, je freska italijanskega renesančnega mojstra Piera della Francesca, končana okoli leta 1460. Hranijo jo v Museo della Madonna del Parto v Monterchiju v Toskani v Italiji.
Piero della Francesca jo je končal v sedmih dneh, pri čemer je uporabil prvovrstne barve, vključno z velikim deležem modre ultramarin, pridobljene z lapis lazuli, ki ga je iz Afganistana uvažala Beneška republika.
Freska je bila nekoč v Santa Maria di Momentana (prej Santa Maria in Silvis), stari podeželski cerkvi na griču Monterchi. Zgradbo je leta 1785 uničil potres, delo pa so ločili in postavili nad veliki oltar nove pokopališke kapele; leta 1992 je bila preseljena v Museo della Madonna del Parto v Monterchiju. Delo je bilo pripisano Pieru della Francescu šele leta 1889. O datiranju so razpravljali in jo datirali med 1450 in 1475. Umetnik in pisatelj iz 16. stoletja Giorgio Vasari je zapisal, da je bilo dokončano leta 1459, ko je bil Piero della Francesca v  Sansepolcru zaradi materine smrti.
Freska igra pomembno vlogo tudi v romanu Visus Ricusa Hayerja, v filmu Andreja Tarkovskega Nostalgija in v pesmi San Sepolcro, Jorie Graham.
Madonna Piera della Francesca nima niti knjižnih niti kraljevskih lastnosti kot pri večini predhodnic slike, niti ne nosi pasu. Prikazana je z roko ob boku, ki podpira njen vidni trebuh. Ob njej sta dva angela, ki držita odprte zavese paviljona, okrašenega z granatnimi jabolki, simbolom Kristusovega pasijona. Zgornji del slike je izgubljen. Angela sta zrcalna, saj ju je umetnik izvedel z enakimi perforiranimi kartoni.
Teološka simbolika, ki stoji za prikazom, je zapletena. Maurizio Calvesi  je predlagal, da šotor predstavlja skrinjo zaveze. Marija bi bila tako nova skrinja zavezništva v svoji vlogi Kristusove matere. Za druge učenjake je šotor simbol katoliške cerkve in Madona bi simbolizirala tabernakelj, saj je upodobljena z Jezusovim telesom.